# Cassida ferruginea
Cassida ferruginea — жук подсемейства щитоносок из семейства листоедов.

## Распространение
Встречается в Европе, за исключением Пиренейского полуострова.

## Экология и местообитания
Кормовыми растениями являются некоторые вида астровых (Asteraceae): девясил иволистный (Inula salicina), блошница дизентерийная (Pulicaria dysenterica), блошница обыкновенная (Pulicaria prostrata) и блошница болотная (Pulicaria uliginosa).